# Bolazec
Bolazec (en bretó Bolazeg) és un municipi francès, situat a la regió de Bretanya, al departament de Finisterre. L'any 2006 tenia 210 habitants.

## Demografia
| 1962                                       | 1968 | 1975 | 1982 | 1990 | 1999 |
| ------------------------------------------ | ---- | ---- | ---- | ---- | ---- |
| 544                                        | 479  | 394  | 297  | 243  | 198  |
| Des de 1962: població sense dobles comptes |      |      |      |      |      |

## Administració
| Període   | Identitat          | Partit |
| --------- | ------------------ | ------ |
| 2001-2008 | Jean Fouler        |        |
| 2008-     | Jacqueline Pailler |        |